# Торцювальна пилка

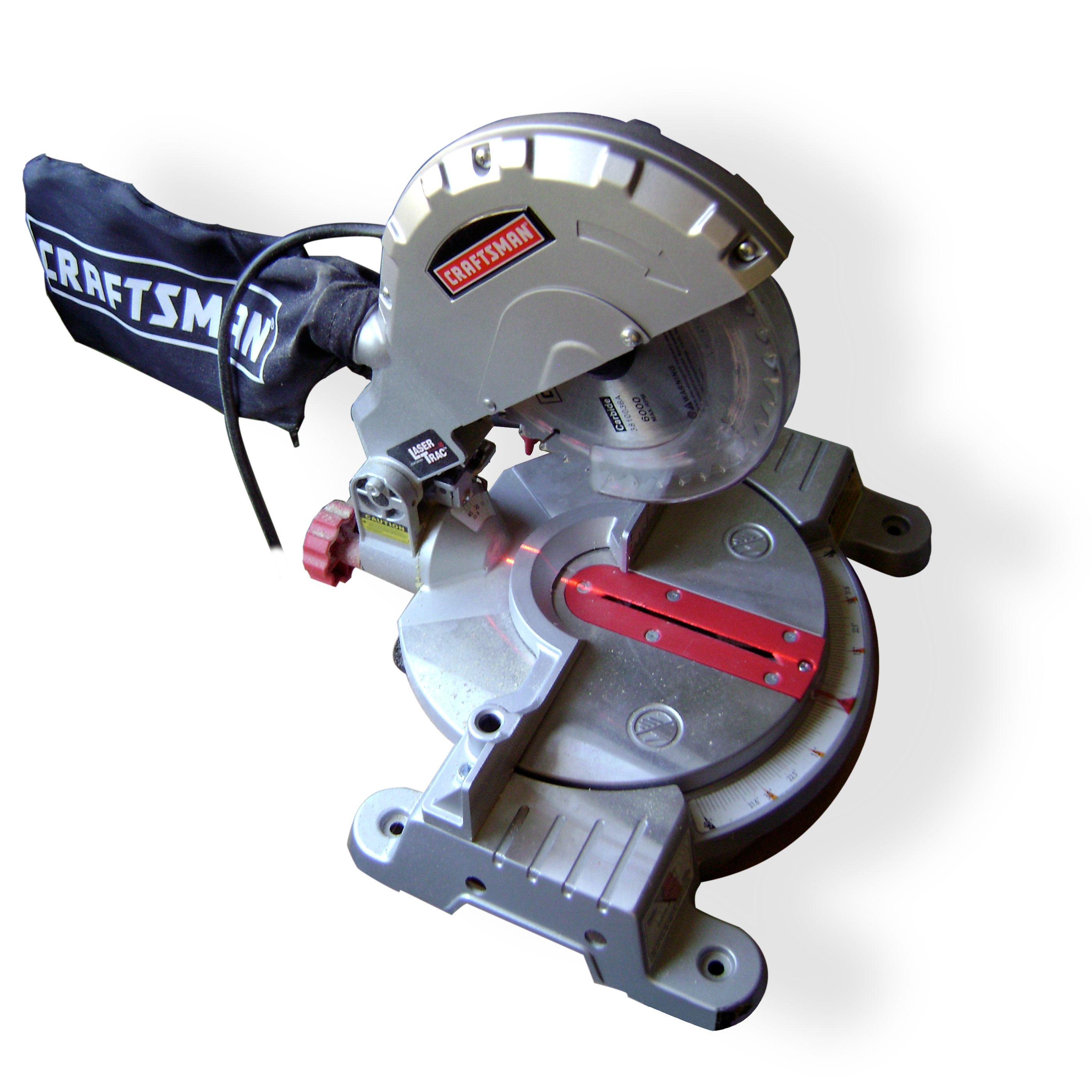
Електрична торцювальна пилка з установкою кута прорізу у двох площинах (обертання стола, нахил під кутом), мішком-пилозбірником і нерухомою лазерною підсвіткою

Торцювальна пилка, маятникова пилка, комбінована пилка, електричне стусло — циркулярна (кругла) пилка з електричним мережевим (рідше — акумуляторним) приводом для поперечного розпилу довгих заготовок як під прямим кутом, так і під довільно вибраним кутом Торцювальні пили використовуються для розпилу дерева і композитних матеріалів, а при установці спеціальних пильних дисків — для розпилу тонких металевих і пластикових профілів та труб (аналогічним способом сконструйовані верстати для різки арматури, плитки, каміння і бетону до торцювальних пил не відносяться). Торцювальні пили можна використовувати тільки при встановленні на нерухому основу, однак, на відміну від стаціонарних торцювальних і розкрійних верстатів, допускають переноску і роботу на тимчасових основах (підлога, столи, переносні верстаки (англ. miter saw stand).
Найпростіша маятникова пилка збирається на горизонтальній станині, до якої кріпиться поворотний круг. До тильної сторони поворотного круга кріпиться поворотний важіль («маятник»), на якому закріплена електрична дискова пила. Заготовка подається уздовж направляючої, закріпленої до станини, а кут прорізу відносно направляючої вибирається поворотом круга довкола осі. Для виконання прорізу необхідно опустити (занурити пилку) важіль з дисковою пилкою у заготовку.

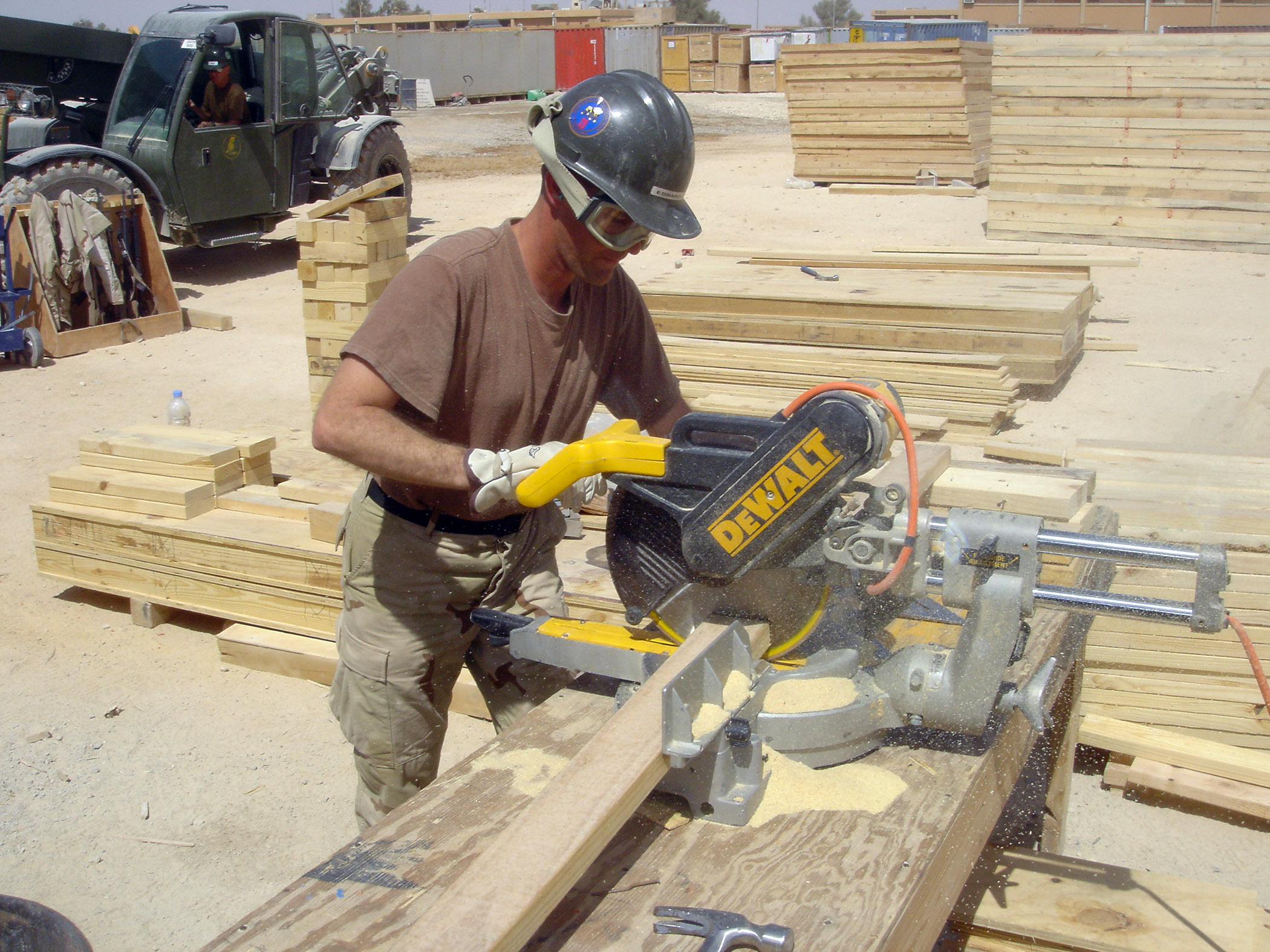
Пилка з горизонтальною протяжкою. Дві поліровані штанги (зправа) — направляючі горизонтального ходу дискової пили

Всі торцювальні пилки комплектуються штатними мішками — пиловловлювачами. Замість мішка до патрубка пилки можна підключати шланг порохотяга або стаціонарної системи пиловидалення.
Торцювальні пилки безпечніші за круглі пилки у використанні, оскільки перші є стаціонарно закріпленими, а диск рухається лише у напрямку вгору та вниз у межах регульованого діапазону.

Сучасні пилки іноді комплектуються лазерною підсвіткою лінії прорізу. Найпростіший лазерний вказівник має вигляд пласкої шайби, у котру вмонтований лазерний діод. Шайба кріпиться безпосередньо на шпиндель пилки, впритул до пильного диска; з початком обертання світкодіод включається і проєкціонує площину диска на заготовку. Також використовують нерухому лазерну підсвітку, закріплену до кожуху диска. Лазерна підсвітка суттєво полегшує роботу, особливо для новачків та аматорів. При виборі пилки потрібно звернути увагу на якісні вказівники кута установки з чіткими фіксаторами положення, і ретельно виставити «нулі» транспортирів.